# Pardon (téléfilm)
Pour les articles homonymes, voir Pardon (homonymie).

Pardon est un téléfilm français réalisé par Alain Schwarzstein en 2004. Il dure 90 minutes.

## Synopsis
Marseille. Professeur de lycée, Clémence coule des jours heureux auprès de Philippe, propriétaire d'une librairie, son époux depuis dix ans. En parfaite osmose avec lui, cette lumineuse quadragénaire veille à l'éducation d'Adrien, leur fils de 8 ans, et de Julie, 16 ans, née de sa première union avec Lorenzo. Incorrigible romantique, Clémence croit à l'amour pur fondé sur la fidélité : si Philippe la trompe, elle le quitte sur-le-champ ! Forte cependant de cette certitude que son couple constitue une forteresse imprenable... Or s'il aime profondément sa femme, Philippe est, depuis peu, chatouillé par le "démon de midi". Il ne peut s'empêcher de reluquer les étudiantes qui défilent dans son magasin. L'une d'elles le fait, ce jour-là, vaciller : rousse incendiaire, Nathalie semble tout droit sortie d'un tableau de Botticelli.

## Fiche technique
- Réalisateur : Alain Schwarzstein
- Scénario : Florence Aguttes et Alain Schwarzstein
- Musique : Pierre Adenot
- Date de sortie : 30 mars 2005

## Distribution
- Véronique Jannot : Clémence, une prof de lycée, mariée depuis dix ans à Philippe, qui découvre un jour que son mari a une liaison
- Guy Marchand : Philippe, un libraire quinquagénaire qu'elle adule mais qui a une liaison secrète
- Agnès Regolo : Agnès, une enseignante, collègue de Clémence, qui vit un mariage basé sur l'adultère réciproque et consensuel
- Yves Michel : Gérard, son mari qui pratique avec elle l'adultère réciproque et consensuel
- Flore Vannier-Moreau : Julie, 16 ans, la fille de Clémence et de Lorenzo
- Arthur Pellissier : Adrien, 8 ans, le fils de Clémence et de Philippe
- Sandrine Rigaux : Nathalie, une étudiante avec laquelle Philippe a une liaison
- Olivier Granier : Lorenzo, le premier compagnon de Clémence, le père de Julie
- Pierre Haudebourg : un client
- Thomas Elexhauer : Lyonnel
- Pierre Hoarau : Jean-Noël
- Viviane Cayrol : la vendeuse
- Christiane Conil : la serveuse